# Tiina Vilenius
Tiina Vilenius (ur. 4 lipca 1971 w Tampere) – fińska lekkoatletka specjalizująca się w skoku o tyczce.

## Osiągnięcia
- wielokrotna medalistka mistrzostw kraju (w tym złoto podczas mistrzostw na stadionie w 1996)
- była rekordzistka Finlandii (3,80 24 sierpnia 1996 Helsinki)

## Rekordy życiowe
- skok o tyczce (stadion) - 3,80 (1996 & 1999)
- skok o tyczce (hala) - 3,80 (1999)